# Ammotrechella setulosa
Ammotrechella setulosa är en spindeldjursart som beskrevs av Muma 1951. Ammotrechella setulosa ingår i släktet Ammotrechella och familjen Ammotrechidae. Inga underarter finns listade i Catalogue of Life.